# بال‌توری سبز معمولی
بال‌توری سبز (نام علمی: Chrysoperla carnea) نام یک گونه از خانواده بال‌توریان سبز است. جالب است بدانید فقط لارو بالتوری سبز از آفات تغذیه می کند در حالی که بالتوری سبز بالغ از برگ گیاهان و خود گیاهان تغذیه می کند. بالتوری سبز می تواند شب ها هم بیدار باشد و جذب نور شود. شما می توانید با نگاه به دم بالتوری سبز بفهمید که بالتوری سبز گرسنه است یا نه؛ بالتوری سبز هنگامی که گرسنه است، دم او نازک است اما هنگامی که بالتوری سبز سیر است دم او کلفت است. بالتوری سبز به این دلیل این نام را گرفته که بال هایی شبیه به توری دارد و رنگ بدنش هم سبز است. این حشره به دلیل تغذیه از گیاهان بدن سبز دارد.  